# Dipartimento di Noun
Il dipartimento di Noun è un dipartimento del Camerun nella Regione dell'Ovest.

## Comuni
Il dipartimento è suddiviso in 8 comuni:
- Bangourain
- Foumban
- Foumbot
- Kouoptamo
- Koutaba
- Magba
- Malentouen
- Massangam